# Andra bundsförvantskriget
Andra (grekiska) bundsförvantskriget eller Aitoliska kriget var ett krig 220–217 f.Kr. mellan aitoliska förbundet å ena sidan och det med Makedonien allierade achaiska förbundet på den andra, hos vilket sistnämnda messenierna sökte hjälp mot de i deras land härjande aitolerna. 
Som achaisk förbundsfältherre bekrigade Filip V av Makedonien med framgång aitolerna, men då han efter romarnas nederlag i slaget vid Trasumenus 217 f.Kr. fick viktigare intressen att bevaka, slöt han fred i Naupaktos på grundval av status quo.